# Minorieten

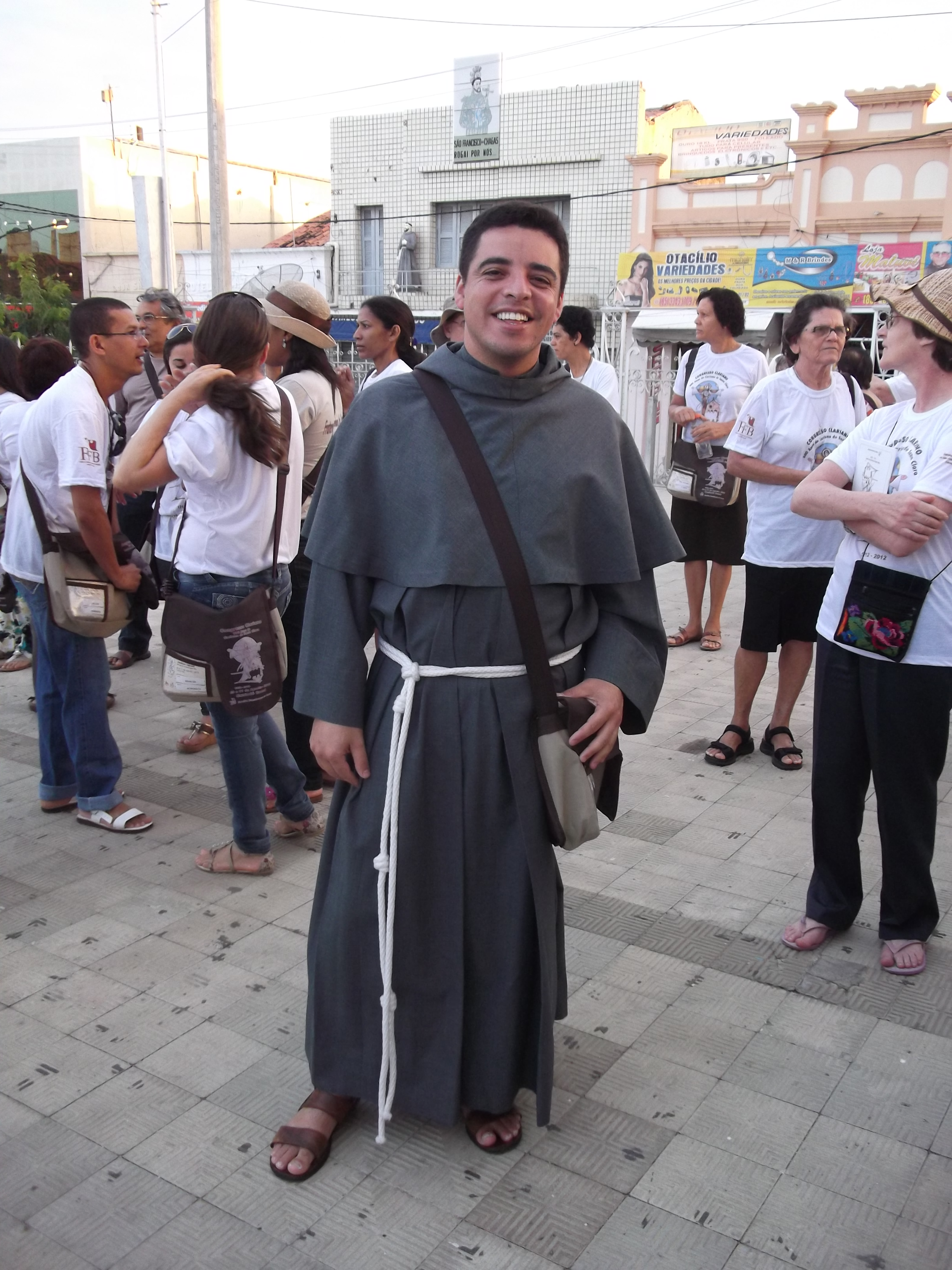
Een minoriet

De minorieten of conventuelen (in het Latijn Ordo Fratrum Minorum Conventualium, OFM Conv) zijn een franciscaner orde ("zwarte franciscanen") in de Katholieke Kerk.
De naam wordt voor het eerst vernoemd in 1250 om de minderbroeders die in een klooster (conventus) woonden te onderscheiden van minderbroeders die in schamele hutten leefden. In 1517 werden de conventuelen een afzonderlijke tak van de orde met een zwart ordekleed. Het hoofdklooster is het Sacro Convento in Assisi, daarnaast hebben de minorieten kloosters in Duitsland en Oostenrijk. In Nederland zijn zij vooral werkzaam in Zuid-Limburg. In Wijnandsrade ligt hun voornaamste klooster. In het Frans heten ze cordeliers, naar het touw (corde) dat ze rond hun middel dragen.

## Locaties
- Blieskastel
- Graz
- Kaiserslautern
- Keulen
- Maria Eck
- Klooster Schönau (Gemünden am Main)
- Klooster Schwarzenberg
- Würzburg